# الکساندر پراس
الکساندر پراس (انگلیسی: Alexander Prass؛ زادهٔ ۲۶ مهٔ ۲۰۰۱) بازیکن فوتبال اهل اتریش است.
از باشگاه‌هایی که در آن بازی کرده‌است می‌توان به باشگاه فوتبال لیفرینگ اشاره کرد.
وی همچنین در تیم‌های ملی فوتبال و اتریش بازی کرده‌است.